# Bopiliao

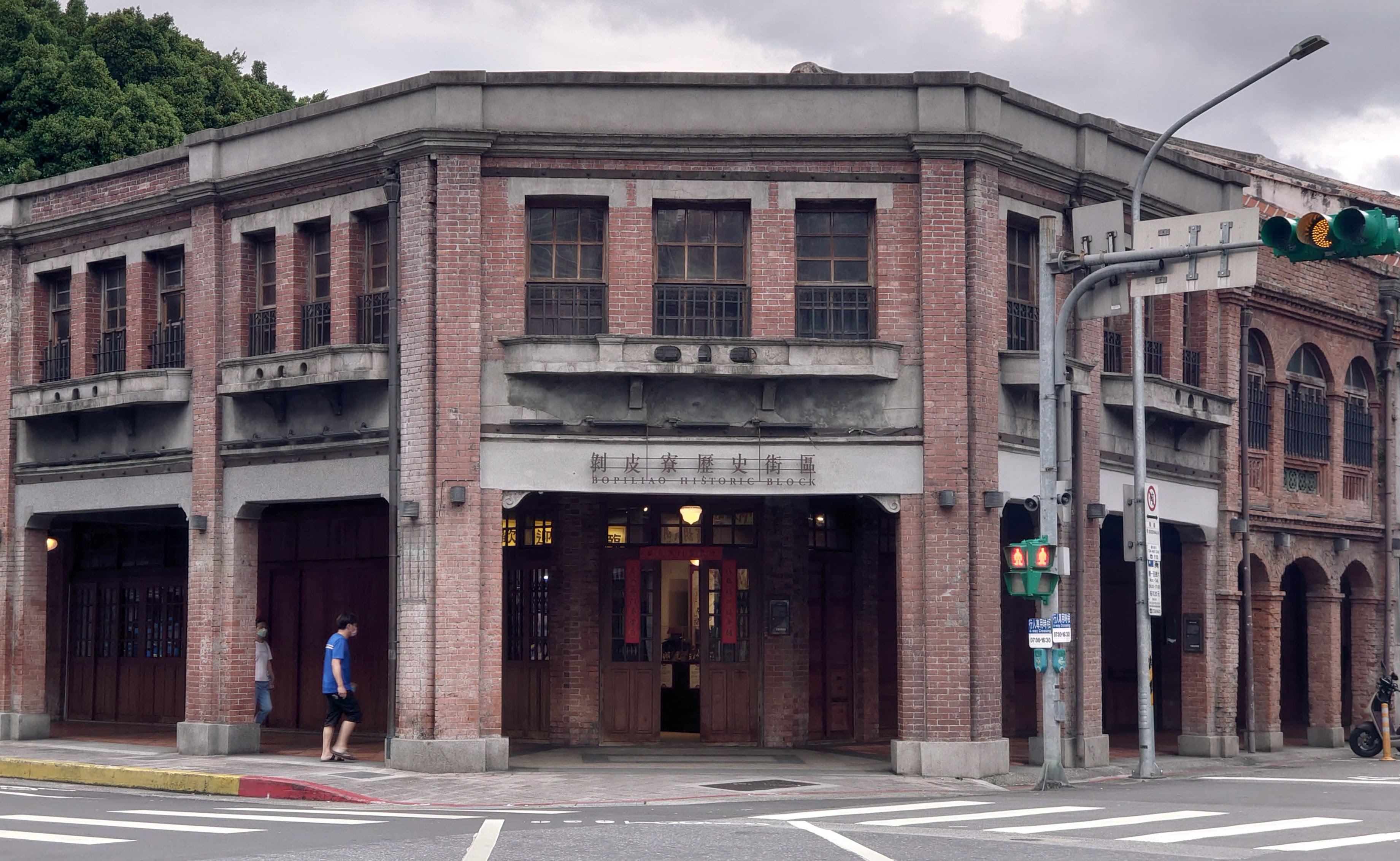
Le quartier historique de Bopiliao

Le quartier historique de Bopiliao (en chinois traditionnel : 剝皮寮 ; pinyin : bōpílíao) est une rue historique située dans le district de Wanhua, Taipei, Taïwan. Le quartier est principalement composé de bâtiments en briques d'un ou deux étages, dont beaucoup remontent à plus de 200 ans, et était l'un des premiers quartiers commerciaux du nord de Taïwan. La rue abrite des musées, des boutiques, des options de restauration et des expositions d'art.

## Histoire
Le quartier historique de Bopiliao, qui remonte au début de la dynastie Qing, témoigne de plusieurs siècles de développement dans le district de Wanhua à Taipei. Au fil du temps, il a été témoin de l'influence de différentes périodes historiques, notamment les époques des dynasties Qing, japonaise et de la république de Chine, ce qui a donné lieu à un mélange de styles architecturaux.
Connu initialement sous différents noms, le quartier a évolué pour prendre sa forme actuelle. Cependant, les initiatives de développement urbain pendant la domination japonaise ont modifié la disposition de la zone, entraînant un déclin de sa vitalité commerciale. Malgré cela, les caractéristiques architecturales distinctives, telles que les maisons de commerce en briques rouges et les bâtiments de style occidental, subsistent.
Préservés dans le quartier, on trouve des espaces uniques, notamment une place avec un réservoir anti-incendie et une place trapézoïdale créée pendant l'époque japonaise. En 1941, les plans visant à établir l'école élémentaire de Laosong ont involontairement préservé la diversité architecturale de la région.
En 1999, le gouvernement municipal de Taipei a lancé des efforts pour restaurer et revitaliser l'espace abandonné. Les travaux de restauration ultérieurs, achevés en 2009, ont transformé la région en un pôle culturel, attirant l'attention de la société. La sortie du film Monga a également suscité un vif intérêt pour la communauté.
En 2010, le gouvernement municipal de Taipei a officiellement reconnu Bopiliao comme un site historique, délimitant ses frontières dans le district de Wanhua. Pour renforcer son attrait, le quartier a été divisé en côtés est et ouest, chacun avec des stratégies de développement distinctes.
Aujourd'hui, le quartier historique de Bopiliao accueille des expositions d'art, des promotions cinématographiques et des programmes d'éducation au patrimoine culturel, dans le but d'offrir aux visiteurs une expérience riche et immersive qui célèbre son charme unique et mélange les anciennes traditions avec les nouvelles tendances.

## Transport
Le site historique est accessible par la station Temple de Longshan sur la ligne Bannan du métro de Taipei.